# Enveitg
Enveitg  (prononcé [ɑ̃vɛtʃ] en français, Enveig [əmbɛtʃ] en catalan) est une commune française située dans le sud-ouest du département des Pyrénées-Orientales, en région Occitanie. Sur le plan historique et culturel, la commune est dans la Cerdagne, une haute plaine à une altitude moyenne de 1 200 m d'altitude, qui s'étend d'est en ouest sur une quarantaine de kilomètres entre Mont-Louis et Bourg-Madame.
Exposée à un climat de montagne, elle est drainée par le Riu de Querol, le Riu de Brangoli, Riu de Bena, Riu de Salit. Incluse dans le parc naturel régional des Pyrénées catalanes, la commune possède un patrimoine naturel remarquable : un site Natura 2000 (« Capcir, Carlit et Campcardos ») et quatre zones naturelles d'intérêt écologique, faunistique et floristique.
Enveitg est une commune rurale qui compte 614 habitants en 2022. Ses habitants sont appelés les Enveitgeois ou  Enveitgeoises.

## Géographie

### Localisation
La commune d'Enveitg se trouve dans le département des Pyrénées-Orientales, en région Occitanie et est frontalière avec l'Espagne (Catalogne).
Elle se situe à 85 km à vol d'oiseau de Perpignan, préfecture du département, et à 45 km de Prades, sous-préfecture.
Les communes les plus proches sont : 
Ur (1,9 km), Latour-de-Carol (2,2 km), Dorres (3,4 km), Angoustrine-Villeneuve-des-Escaldes (3,7 km), Bourg-Madame (3,7 km), Palau-de-Cerdagne (6,5 km), Estavar (6,9 km), Osséja (7,3 km).
Sur le plan historique et culturel, Enveitg fait partie de la région de la Cerdagne, une haute plaine à une altitude moyenne de 1 200 m d'altitude, qui s'étend d'est en ouest sur une quarantaine de kilomètres entre Mont-Louis et Bourg-Madame.
Enveitg est limitrophe de six autres communes dont une en Espagne.

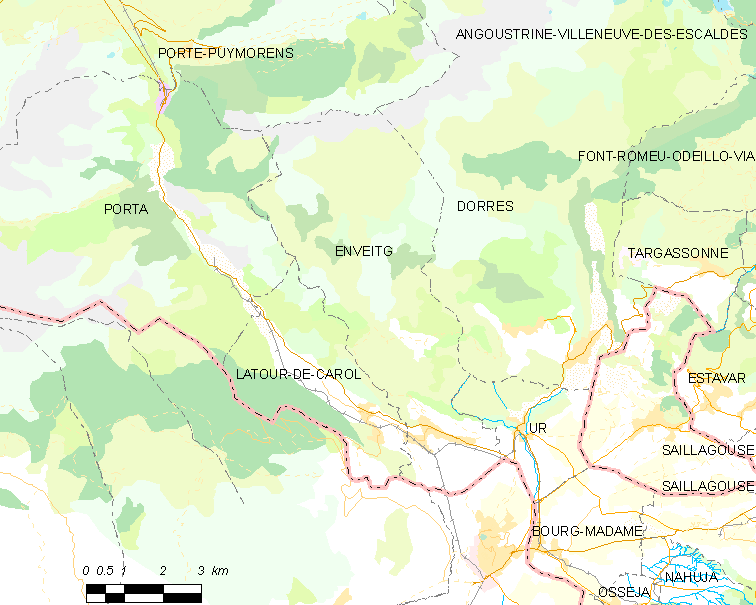
Carte de la commune de Enveitg et de ses proches communes.

|                 | Porté-Puymorens     |        |
| Porta           | Enveitg             | Dorres |
| Latour-de-Carol | Puigcerdà (Espagne) | Ur     |

### Géologie et relief
La superficie de la commune est de 3 052 hectares ; son altitude varie de 1 179  à   2 579 mètres.
La commune est classée en zone de sismicité 4, correspondant à une sismicité moyenne.

### Climat
Pour des articles plus généraux, voir Climat de l'Occitanie et Climat des Pyrénées-Orientales.
En 2010, le climat de la commune est de type climat des marges montargnardes, selon une étude du CNRS s'appuyant sur une série de données couvrant la période 1971-2000. En 2020, Météo-France publie une typologie des climats de la France métropolitaine dans laquelle la commune est exposée à un climat de montagne ou de marges de montagne et est dans la région climatique Pyrénées orientales, caractérisée par une faible pluviométrie, un très bon ensoleillement (2 600 h/an), un air sec, particulièrement en hiver et peu de brouillards.
Pour la période 1971-2000, la température annuelle moyenne est de 8,5 °C, avec une amplitude thermique annuelle de 15,3 °C. Le cumul annuel moyen de précipitations est de 771 mm, avec 6,7 jours de précipitations en janvier et 6,8 jours en juillet. Pour la période 1991-2020, la température moyenne annuelle observée sur la station météorologique la plus proche, située sur la commune de Formiguères à 23 km à vol d'oiseau, est de 7,6 °C et le cumul annuel moyen de précipitations est de 737,3 mm,. Pour l'avenir, les paramètres climatiques de la commune estimés pour 2050 selon différents scénarios d’émission de gaz à effet de serre sont consultables sur un site dédié publié par Météo-France en novembre 2022.

### Milieux naturels et biodiversité

#### Espaces protégés
La protection réglementaire est le mode d’intervention le plus fort pour préserver des espaces naturels remarquables et leur biodiversité associée,.
Dans ce cadre, la commune fait partie.
Un  espace protégé est présent sur la commune : 
le parc naturel régional des Pyrénées catalanes, créé en 2004 et d'une superficie de 139 062 ha, qui s'étend sur 66 communes du département. Ce territoire s'étage des fonds maraîchers et fruitiers des vallées de basse altitude aux plus hauts sommets des Pyrénées-Orientales en passant par les grands massifs de garrigue et de forêt méditerranéenne,.

#### Réseau Natura 2000

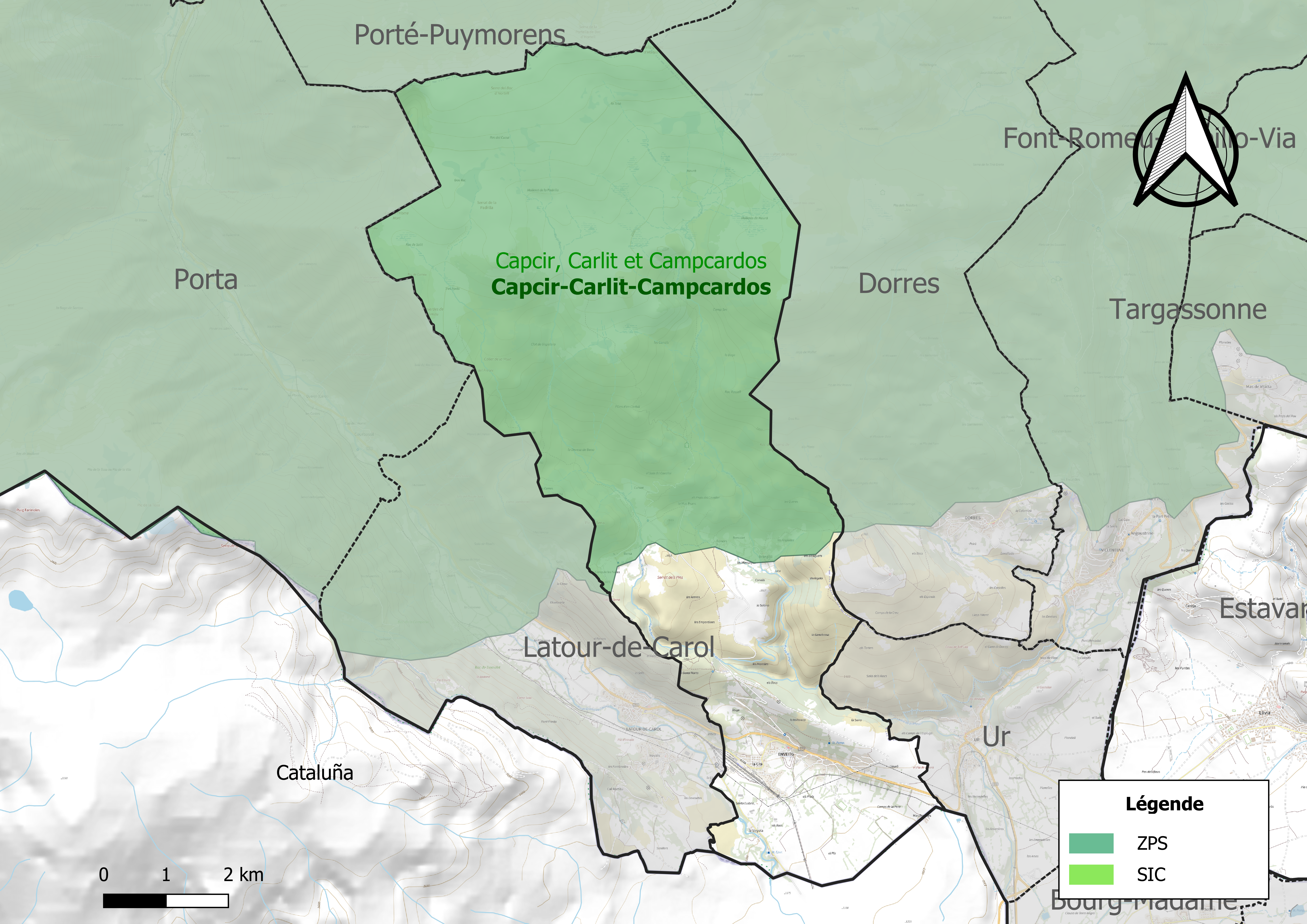
Site Natura 2000 sur le territoire communal.

Le réseau Natura 2000 est un réseau écologique européen de sites naturels d'intérêt écologique élaboré à partir des directives habitats et oiseaux, constitué de zones spéciales de conservation (ZSC) et de zones de protection spéciale (ZPS).
Le site Natura 2000 Capcir-Carlit-Campcardos couvre une superficie de 39 760 ha sur le territoire de quinze communes du département dont celle-ci, à la fois au titre de la directive habitats et de la directive oiseaux. Cette zone présente de nombreux habitats naturels alpins (pelouses, landes) et des milieux rocheux majoritairement siliceux et héberge certaines espèces d'intérêt communautaire : Botrychium simplex, Ligularia sibirica pour les plantes, Desman des Pyrénées et Loche pour les animaux. Au titre de la directive oiseaux, elle recèle une grande diversité d'habitats naturels se traduisant par un patrimoine ornithologique remarquable puisqu'elle accueille la plupart des espèces caractéristiques des zones de montagne, que ce soit parmi les rapaces (Gypaète barbu, Circaète Jean-le-Blanc, aigle royal, Faucon pèlerin), les galliformes (Lagopède, grand Tétras) ou les espèces forestières (Pic noir) et d'autres de milieux plus ouverts,.

#### Zones naturelles d'intérêt écologique, faunistique et floristique
L’inventaire des zones naturelles d'intérêt écologique, faunistique et floristique (ZNIEFF) a pour objectif de réaliser une couverture des zones les plus intéressantes sur le plan écologique, essentiellement dans la perspective d’améliorer la connaissance du patrimoine naturel national et de fournir aux différents décideurs un outil d’aide à la prise en compte de l’environnement dans l’aménagement du territoire.
Une ZNIEFF de type 1 est recensée sur la commune :
la « vallée du Carol » (2 929 ha), couvrant 3 communes du département et trois ZNIEFF de type 2, : 
- la « Basse Cerdagne » (3 916 ha), couvrant 12 communes du département[25] ;
- le « massif du Carlit » (11 838 ha), couvrant 7 communes du département[26] ;
- le « Serrat des Loups » (9 330 ha), couvrant 9 communes du département[27].

Carte des ZNIEFF de type 1 et 2 à Enveitg.
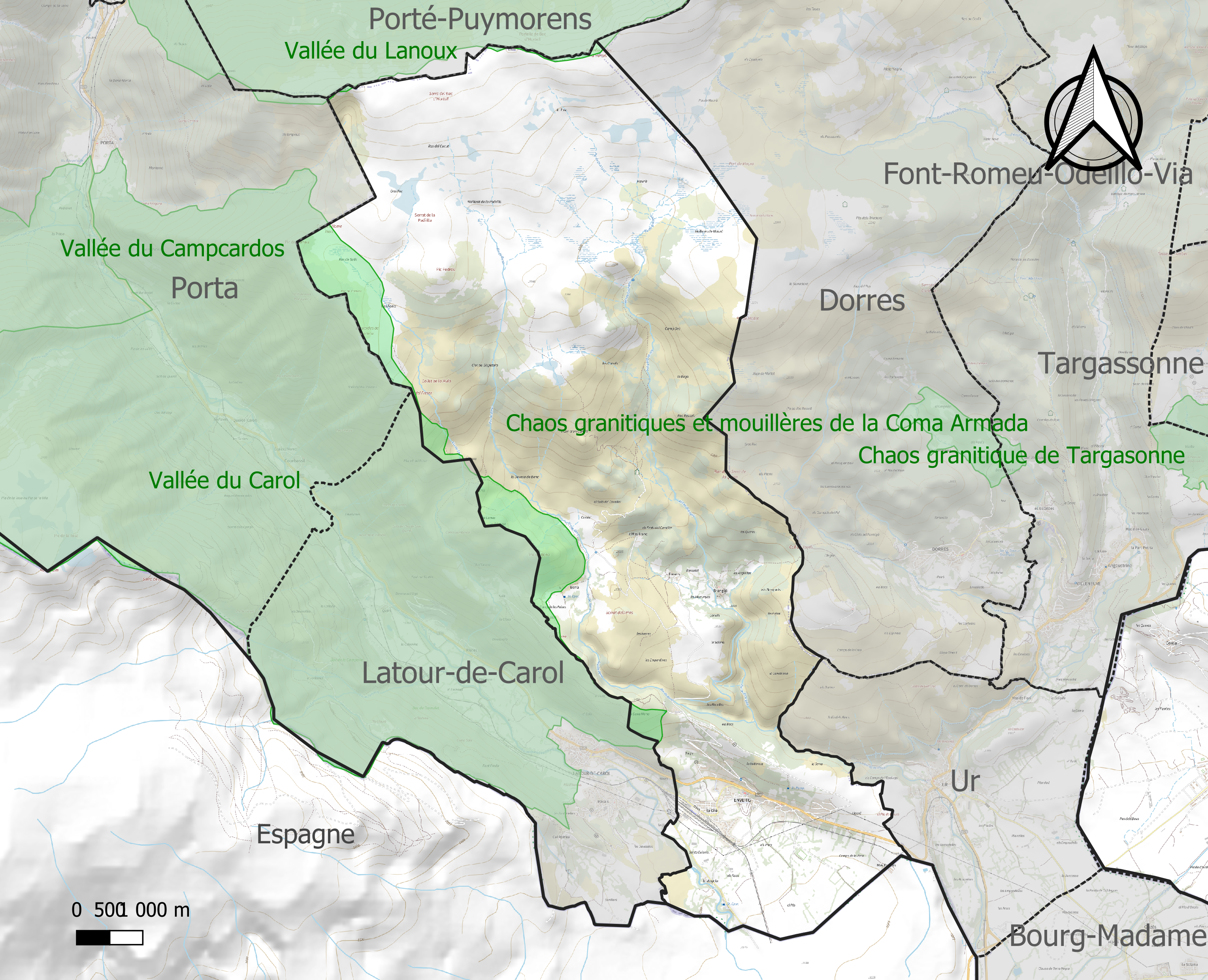
Carte de la ZNIEFF de type 1 sur la commune.
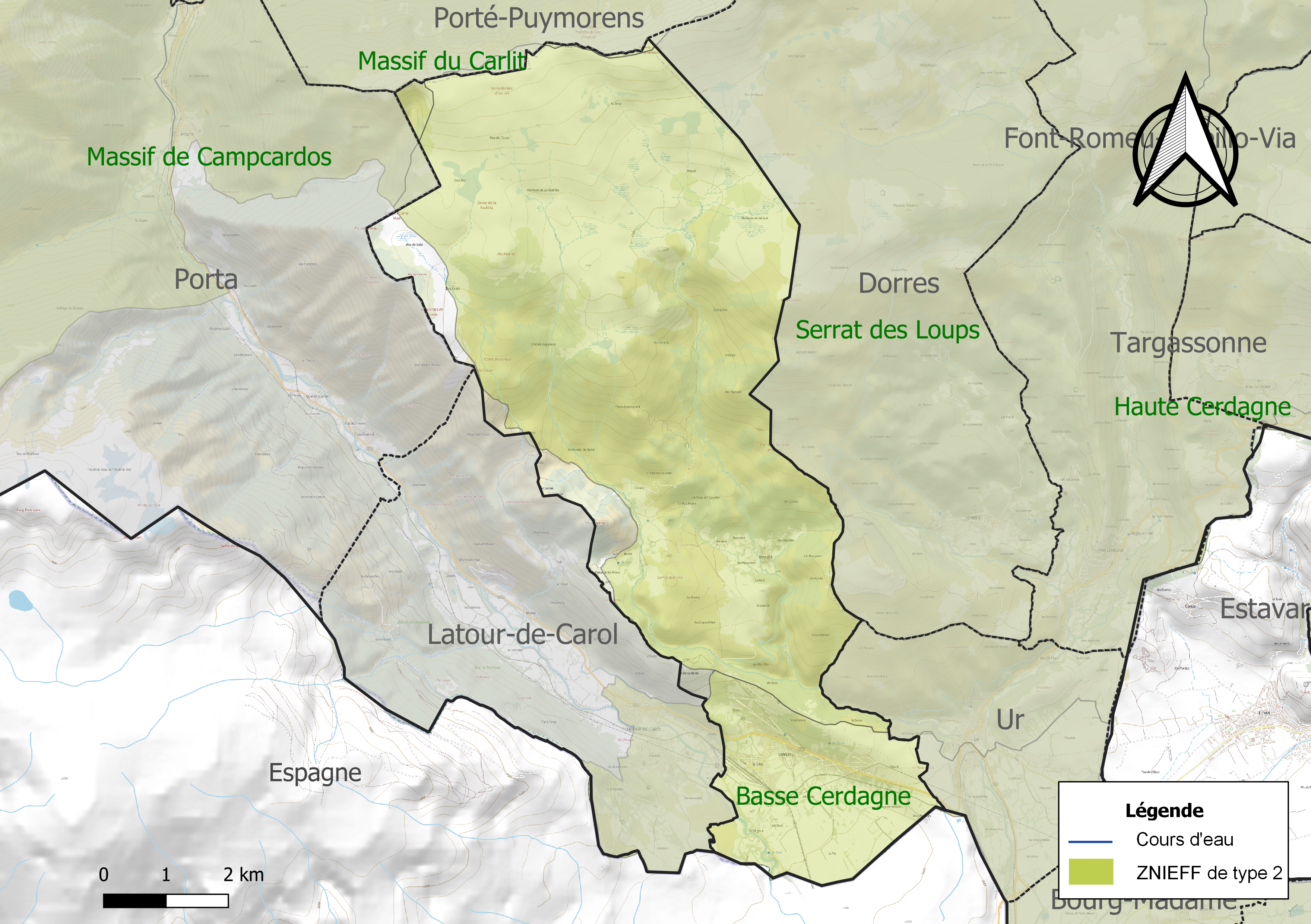
Carte des ZNIEFF de type 2 sur la commune.

## Urbanisme

### Typologie
Au 1er janvier 2024, Enveitg est catégorisée commune rurale à habitat dispersé, selon la nouvelle grille communale de densité à sept niveaux définie par l'Insee en 2022.
Elle est située hors unité urbaine et hors attraction des villes,.

### Occupation des sols
L'occupation des sols de la commune, telle qu'elle ressort de la base de données européenne d’occupation biophysique des sols Corine Land Cover (CLC), est marquée par l'importance des forêts et milieux semi-naturels (84,6 % en 2018), une proportion sensiblement équivalente à celle de 1990 (84 %). La répartition détaillée en 2018 est la suivante : 
milieux à végétation arbustive et/ou herbacée (55,1 %), espaces ouverts, sans ou avec peu de végétation (20,4 %), prairies (9,8 %), forêts (9,1 %), zones agricoles hétérogènes (3,6 %), zones urbanisées (1,9 %), terres arables (0,1 %). L'évolution de l’occupation des sols de la commune et de ses infrastructures peut être observée sur les différentes représentations cartographiques du territoire : la carte de Cassini (XVIIIe siècle), la carte d'état-major (1820-1866) et les cartes ou photos aériennes de l'IGN pour la période actuelle (1950 à aujourd'hui).

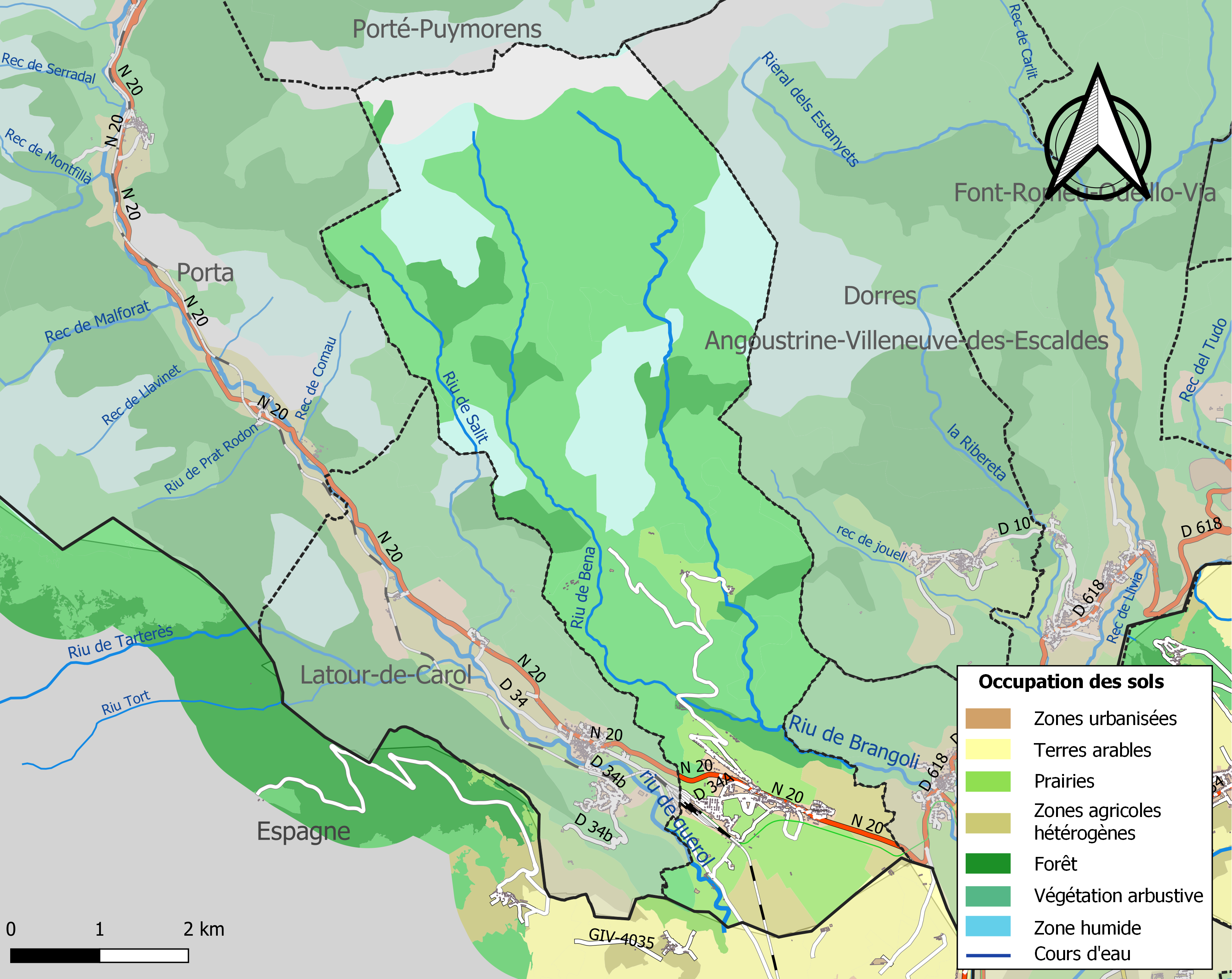
Carte des infrastructures et de l'occupation des sols de la commune en 2018 (CLC).

### Voies de communication et transports
Le train jaune (chemin de fer à voie métrique) s’arrête à la gare de Latour-de-Carol-Enveitg qui est desservie en outre par des trains français à écartement standard et par des trains espagnols à écartement ibérique.
La ligne 560 du réseau régional liO relie la commune à la gare de Perpignan, et la ligne 562 relie la commune à Puyvalador et à Latour-de-Carol.

### Risques majeurs
Le territoire de la commune d'Enveitg est vulnérable à différents aléas naturels : inondations, climatiques (grand froid ou canicule), feux de forêts, mouvements de terrains et séisme (sismicité moyenne). Il est également exposé à deux risques technologiques, le transport de matières dangereuses et la rupture d'un barrage, et à un risque particulier, le risque radon,.

#### Risques naturels
Certaines parties du territoire communal sont susceptibles d’être affectées par le risque d’inondation par crue torrentielle de cours d'eau du bassin du Sègre.
Les mouvements de terrains susceptibles de se produire sur la commune sont soit des mouvements liés au retrait-gonflement des argiles, soit des glissements de terrains, soit des chutes de blocs. Une cartographie nationale de l'aléa retrait-gonflement des argiles permet de connaître les sols argileux ou marneux susceptibles vis-à-vis de ce phénomène.

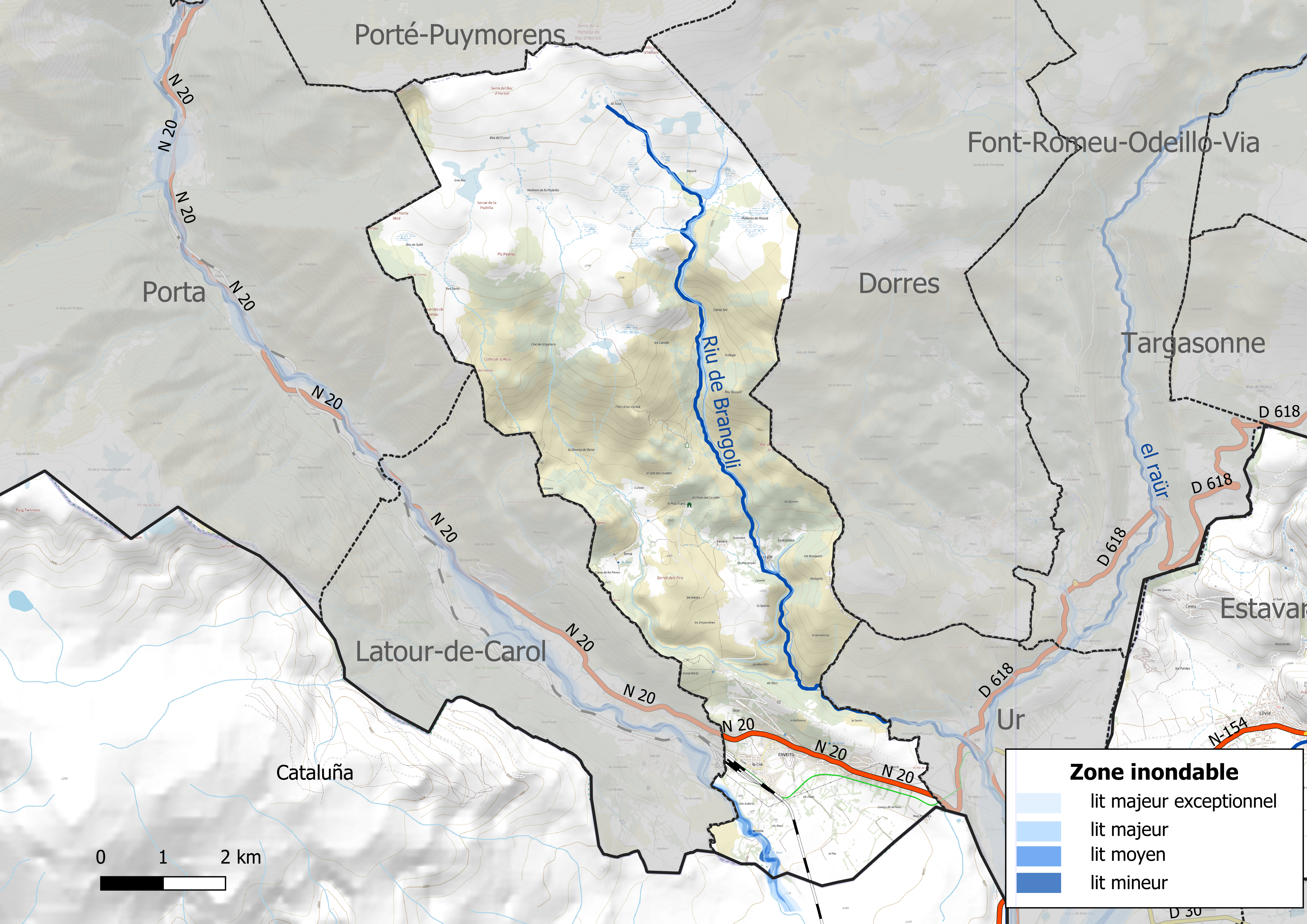
Carte des zones inondables.
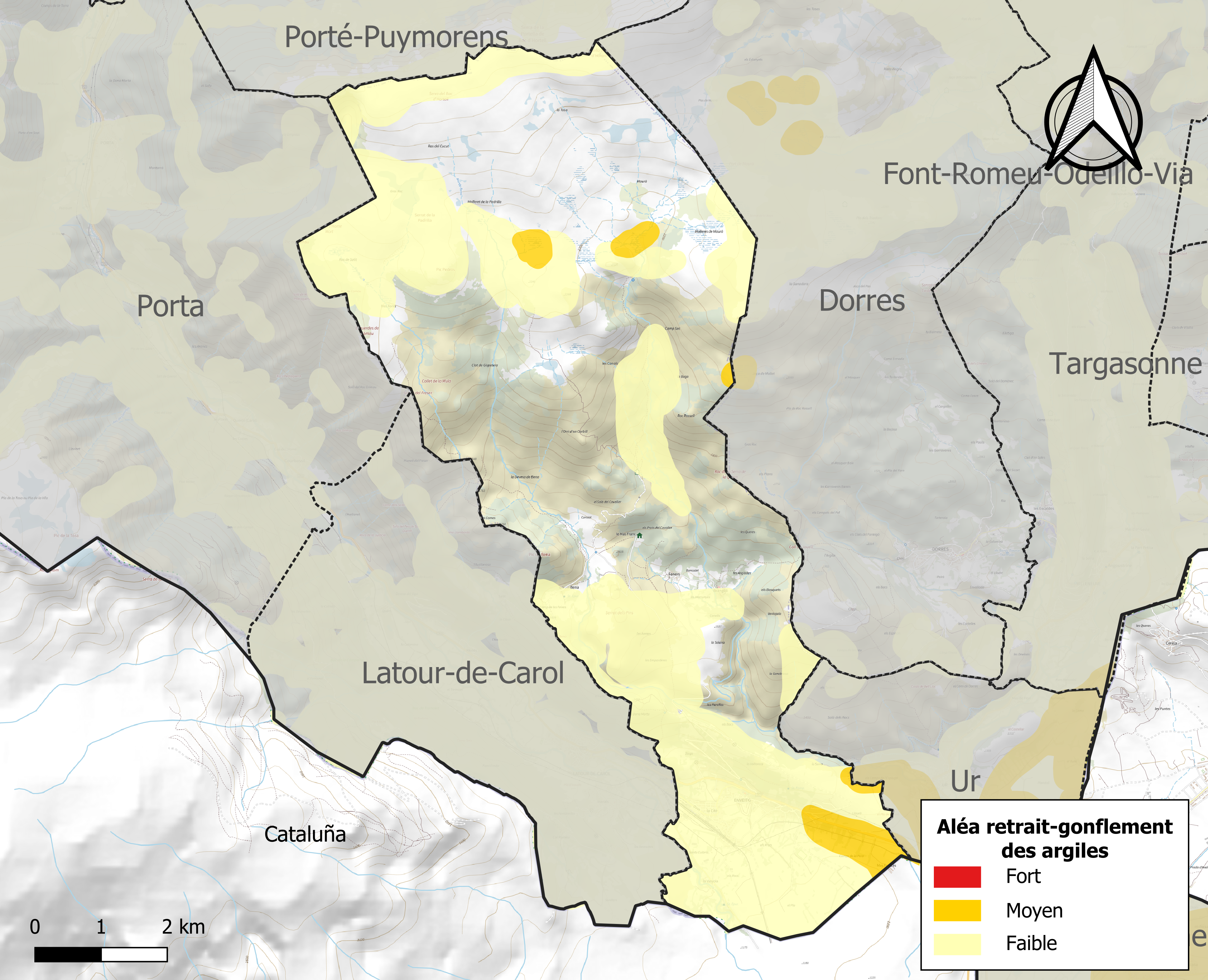
Carte des zones d'aléa retrait-gonflement des argiles.

#### Risques technologiques
Le risque de transport de matières dangereuses sur la commune est lié à sa traversée par une route à fort trafic. Un accident se produisant sur une telle infrastructure est en effet susceptible d’avoir des effets graves au bâti ou aux personnes jusqu’à 350 m, selon la nature du matériau transporté. Des dispositions d’urbanisme peuvent être préconisées en conséquence.
Dans le département des Pyrénées-Orientales, on dénombre sept grands barrages susceptibles d’occasionner des dégâts en cas de rupture. La commune fait partie des 66 communes susceptibles d’être touchées par l’onde de submersion consécutive à la rupture d’un de ces barrages, le barrage de Lanoux sur le ruisseau de Font Vive, un ouvrage de 42,5 m de hauteur construit en 1962.

#### Risque particulier
Dans plusieurs parties du territoire national, le radon, accumulé dans certains logements ou autres locaux, peut constituer une source significative d’exposition de la population aux rayonnements ionisants. Toutes les communes du département sont concernées par le risque radon à un niveau plus ou moins élevé. Selon la classification de 2018, la commune d'Enveitg est classée en zone 3, à savoir zone à potentiel radon significatif.

## Toponymie
En catalan, le nom de la commune est Enveig, prononcé [əmbɛtʃ] en vertu des lois de la phonologie et de l'orthographe catalanes.

## Politique et administration

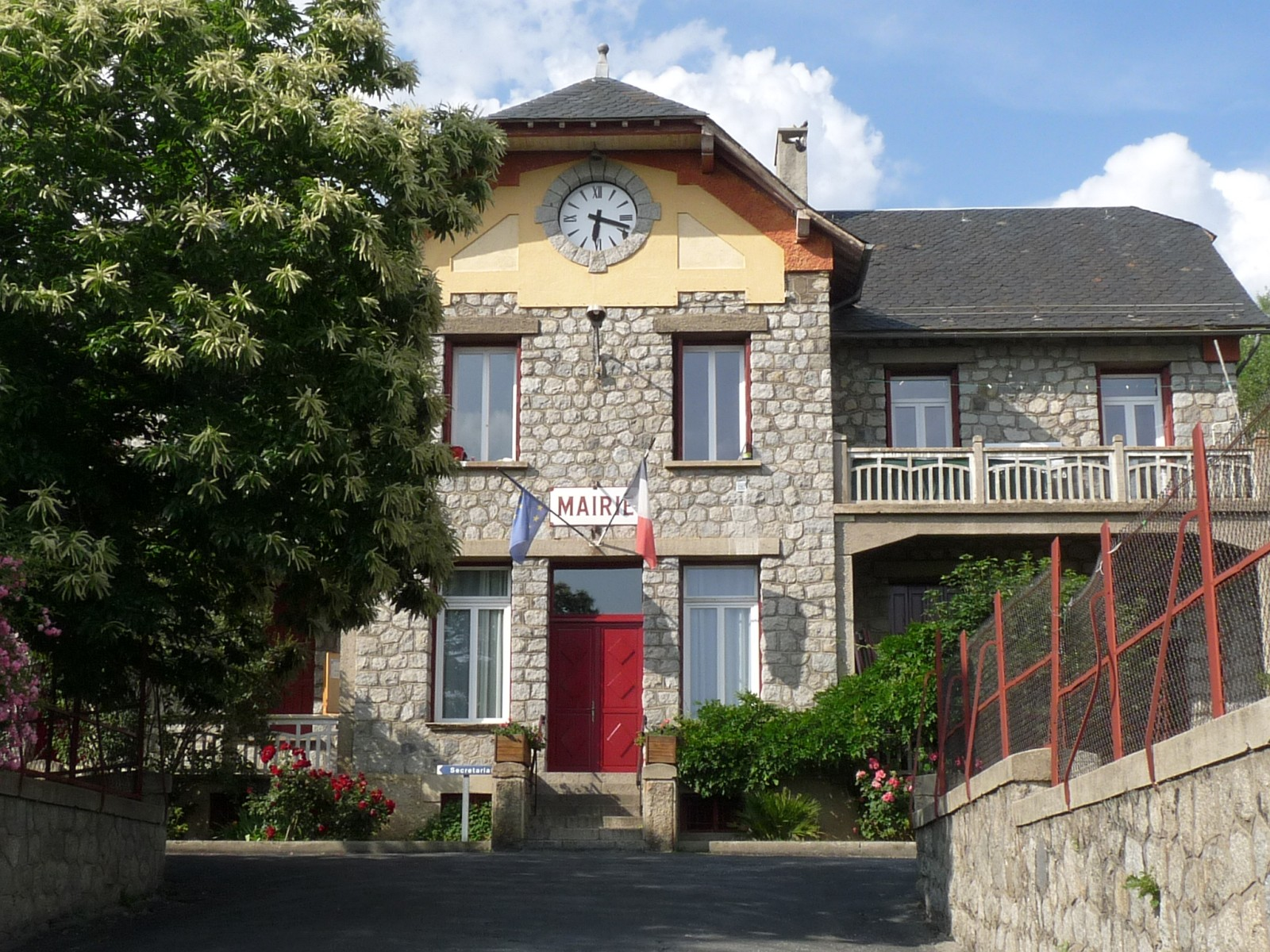
La mairie-école.

### Administration municipale
Le nombre d'habitants au recensement de 2011 étant compris entre 500 et 1 499 habitants, le nombre de membres du conseil municipal pour l'élection de 2014 est de quinze,.

### Liste des maires
| Période   | Période   | Identité                    | Étiquette | Qualité                   |
| --------- | --------- | --------------------------- | --------- | ------------------------- |
| 1935      | 1947      | Aubin Cristofol (1878-1962) | SFIO      | Fonctionnaire des douanes |
| 1947      | ?         | Joseph Durand               |           |                           |
|           |           |                             |           |                           |
| mars 2001 | mars 2008 | Pierre de Pastors           |           |                           |
| mars 2008 | mars 2014 | Pierre Jordy                |           |                           |
| mars 2014 | En cours  | Bernard Gros                | DVG       | Représentant de commerce  |

## Population et société

### Démographie ancienne
La population est exprimée en nombre de feux (f) ou d'habitants (H).
| 1359 | 1365 | 1378 | 1515 | 1553 | 1720 | 1767  | 1774 | 1789 |
| ---- | ---- | ---- | ---- | ---- | ---- | ----- | ---- | ---- |
| 6 f  | 13 f | 33 f | 19 f | 36 f | 52 f | 365 H | 48 f | 53 f |

Notes :
- 1359 : pour Sainte-Eulalie ;
- 1365 : pour Enveitg et Salit ; une partie d'Enveitg est comptée avec Ur ;
- 1515 : dont 2 f pour Les Cases et 4 f pour Bena ;
- 1553 : pour Enveitg, Salit, Bena, Les Cases, Saners et Braugoli ;
- 1720 : pour Enveitg et Lamontagne.

### Démographie contemporaine
L'évolution du nombre d'habitants est connue à travers les recensements de la population effectués dans la commune depuis 1793. Pour les communes de moins de 10 000 habitants, une enquête de recensement portant sur toute la population est réalisée tous les cinq ans, les populations de référence des années intermédiaires étant quant à elles estimées par interpolation ou extrapolation. Pour la commune, le premier recensement exhaustif entrant dans le cadre du nouveau dispositif a été réalisé en 2007.

En 2022, la commune comptait 614 habitants, en évolution de −5,68 % par rapport à 2016 (Pyrénées-Orientales : +3,92 %, France hors Mayotte : +2,11 %).
| 1793 | 1800 | 1806 | 1821 | 1831 | 1836 | 1841 | 1846 | 1851 |
| ---- | ---- | ---- | ---- | ---- | ---- | ---- | ---- | ---- |
| 254  | 258  | 265  | 437  | 435  | 420  | 424  | 431  | 417  |

| 1856 | 1861 | 1866 | 1872 | 1876 | 1881 | 1886 | 1891 | 1896 |
| ---- | ---- | ---- | ---- | ---- | ---- | ---- | ---- | ---- |
| 432  | 421  | 424  | 424  | 392  | 441  | 448  | 457  | 475  |

| 1901 | 1906 | 1911 | 1921 | 1926 | 1931 | 1936 | 1946 | 1954 |
| ---- | ---- | ---- | ---- | ---- | ---- | ---- | ---- | ---- |
| 463  | 438  | 419  | 381  | 384  | 731  | 600  | 631  | 714  |

| 1962 | 1968 | 1975 | 1982 | 1990 | 1999 | 2006 | 2007 | 2012 |
| ---- | ---- | ---- | ---- | ---- | ---- | ---- | ---- | ---- |
| 532  | 520  | 518  | 553  | 545  | 621  | 623  | 623  | 665  |

| 2017 | 2022 | - | - | - | - | - | - | - |
| ---- | ---- | - | - | - | - | - | - | - |
| 641  | 614  | - | - | - | - | - | - | - |

| selon la population municipale des années : | 1968 | 1975 | 1982 | 1990 | 1999 | 2006 | 2009 | 2013 |
| Rang de la commune dans le département      | 99   | 86   | 86   | 95   | 93   | 98   | 97   | 99   |
| Nombre de communes du département           | 232  | 217  | 220  | 225  | 226  | 226  | 226  | 226  |

### Enseignement
L'école est un regroupement pédagogique intercommunal entre Latour-de-Carol et Enveitg. Enveitg accueille l'école primaire de la maternelle au CE1, et Latour-de-Carol l'école élémentaire entre le CE2 et le CM2. L'école communale est située à la mairie, avec la maternelle et l'élémentaire de chaque côté.
Le secteur du collège est Bourg-Madame.

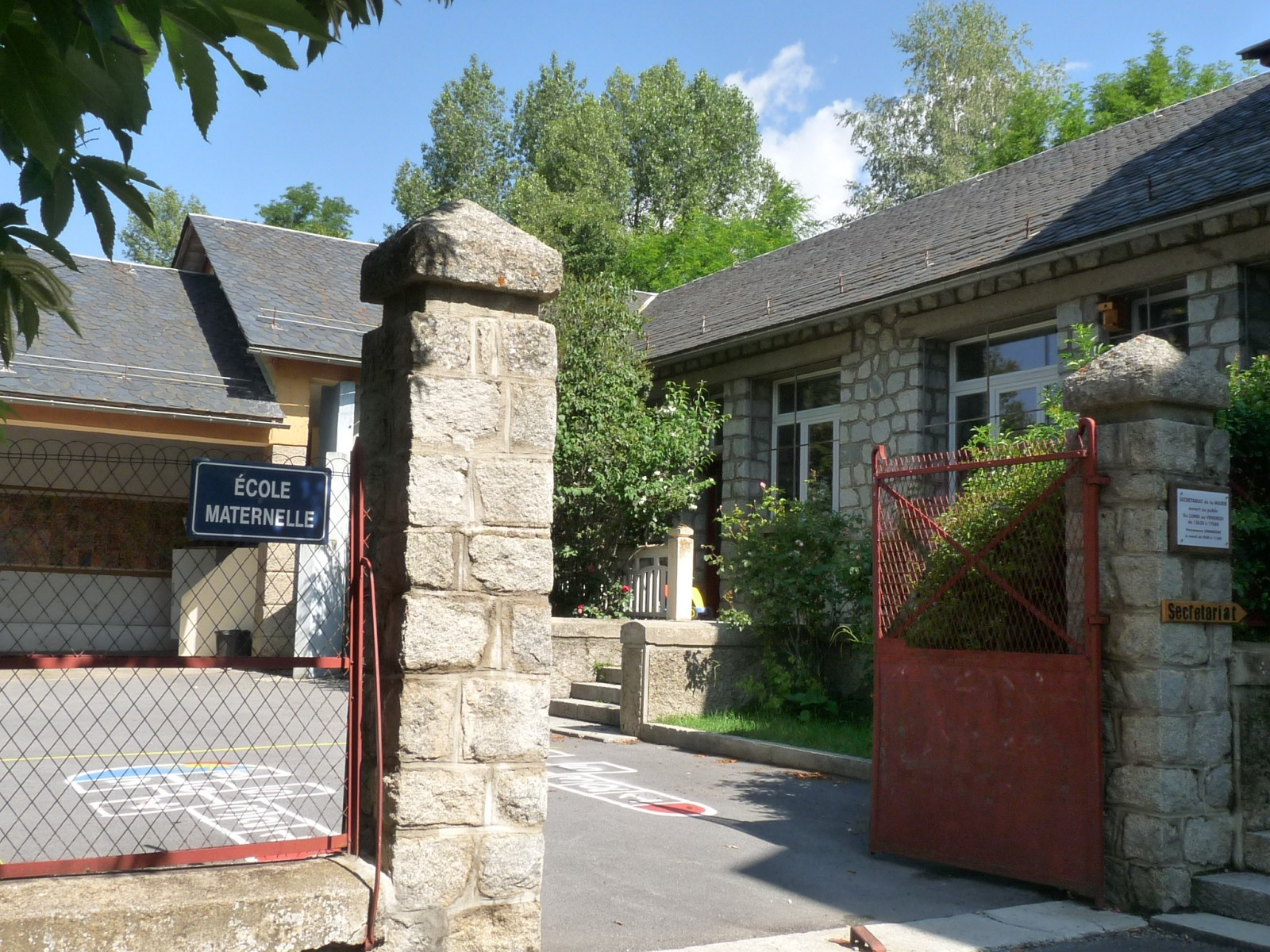
L'école maternelle.
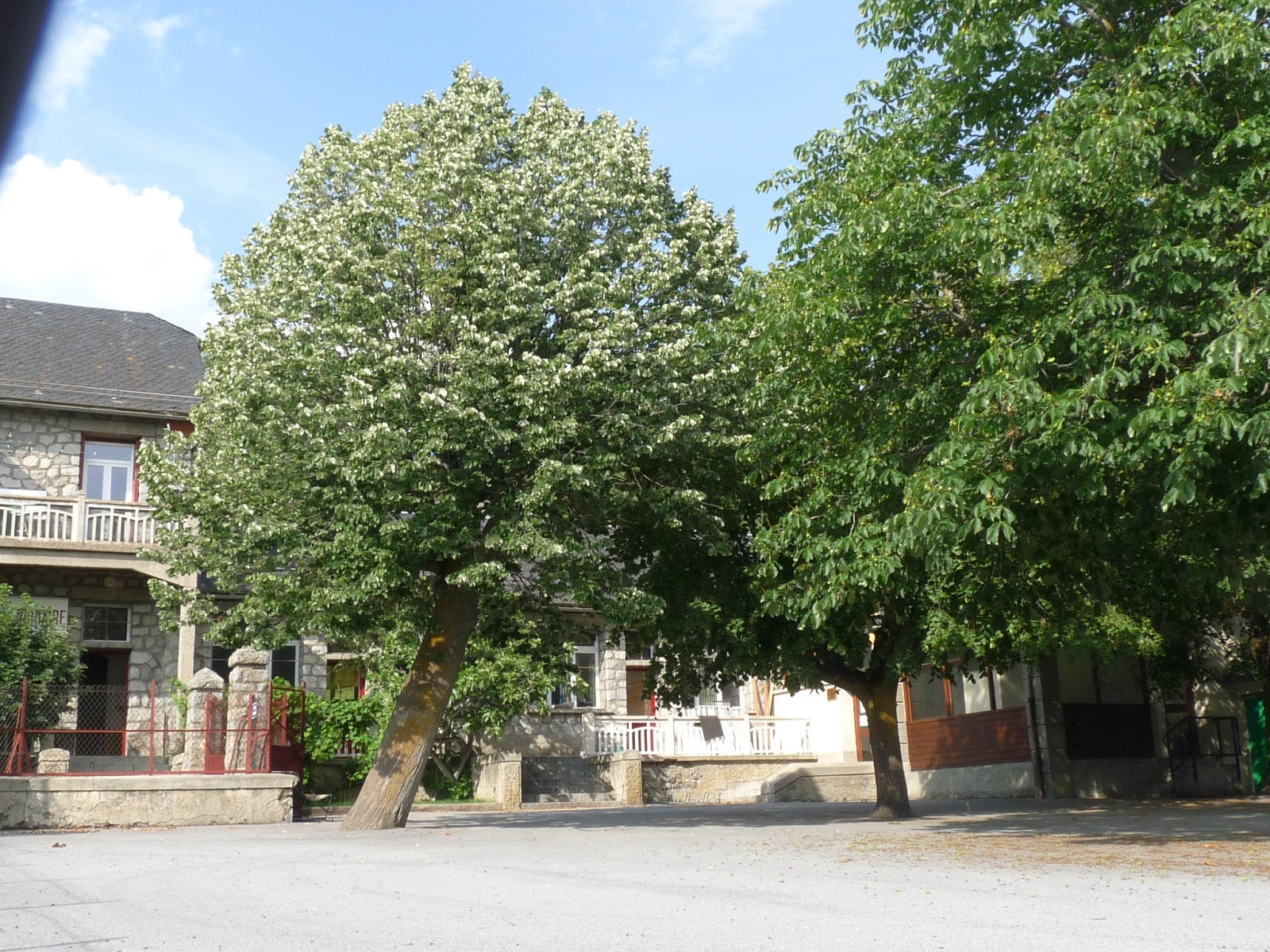
L'école élémentaire.

### Manifestations culturelles et festivités
- Fête patronale : 15 janvier[52] ;
- Fête communale : 2e dimanche d'octobre[52] ;
- Foire : 25 octobre[52].

## Économie

### Revenus
En 2018, la commune compte 261 ménages fiscaux, regroupant 556 personnes. La médiane du revenu disponible par unité de consommation est de 19 580 € (19 350 € dans le département).

### Emploi
|                | 2008   | 2013   | 2018   |
| -------------- | ------ | ------ | ------ |
| Commune        | 3,9 %  | 6,6 %  | 10,7 % |
| Département    | 10,3 % | 12,9 % | 13,3 % |
| France entière | 8,3 %  | 10 %   | 10 %   |

En 2018, la population âgée de 15 à 64 ans s'élève à 423 personnes, parmi lesquelles on compte 82,3 % d'actifs (71,6 % ayant un emploi et 10,7 % de chômeurs) et 17,7 % d'inactifs,. En  2018, le taux de chômage communal (au sens du recensement) des 15-64 ans est inférieur à celui du département, mais supérieur à celui de la France, alors qu'en 2008 il était inférieur à celui de la France.
La commune est hors attraction des villes,. Elle compte 171 emplois en 2018, contre 145 en 2013 et 177 en 2008. Le nombre d'actifs ayant un emploi résidant dans la commune est de 305, soit un indicateur de concentration d'emploi de 55,9 % et un taux d'activité parmi les 15 ans ou plus de 65,3 %.
Sur ces 305 actifs de 15 ans ou plus ayant un emploi, 108 travaillent dans la commune, soit 35 % des habitants. Pour se rendre au travail, 76,4 % des habitants utilisent un véhicule personnel ou de fonction à quatre roues, 2,6 % les transports en commun, 6,6 % s'y rendent en deux-roues, à vélo ou à pied et 14,4 % n'ont pas besoin de transport (travail au domicile).

### Activités hors agriculture

#### Secteurs d'activités
68 établissements sont implantés  à Enveitg au 31 décembre 2019. Le tableau ci-dessous en détaille le nombre par secteur d'activité et compare les ratios avec ceux du département,.
| Secteur d'activité                                                                                        | Commune | Commune | Département |
| Secteur d'activité                                                                                        | Nombre  | %       | %           |
| --- | ------- | ------- | ----------- |
| Ensemble                                                                                                  | 68      |         |             |
| Industrie manufacturière, industries extractives et autres                                                | 4       | 5,9 %   | (8,7 %)     |
| Construction                                                                                              | 12      | 17,6 %  | (14,3 %)    |
| Commerce de gros et de détail, transports, hébergement et restauration                                    | 18      | 26,5 %  | (30,5 %)    |
| Activités financières et d'assurance                                                                      | 2       | 2,9 %   | (3 %)       |
| Activités immobilières                                                                                    | 3       | 4,4 %   | (6,2 %)     |
| Activités spécialisées, scientifiques et techniques et activités de services administratifs et de soutien | 7       | 10,3 %  | (13 %)      |
| Administration publique, enseignement, santé humaine et action sociale                                    | 16      | 23,5 %  | (13,9 %)    |
| Autres activités de services                                                                              | 6       | 8,8 %   | (8,5 %)     |

Le secteur du commerce de gros et de détail, des transports, de l'hébergement et de la restauration est prépondérant sur la commune puisqu'il représente 26,5 % du nombre total d'établissements de la commune (18 sur les 68 entreprises implantées  à Enveitg), contre 30,5 % au niveau départemental.

#### Entreprises et commerces
L'entreprise ayant son siège social sur le territoire communal qui génère le plus de chiffre d'affaires en 2020 est : 
- TP Du Carol, travaux de terrassement courants et travaux préparatoires (367 k€)

### Agriculture
|               | 1988 | 2000 | 2010 | 2020 |
| ------------- | ---- | ---- | ---- | ---- |
| Exploitations | 12   | 11   | 10   | 8    |
| SAU (ha)      | 471  | 544  | 395  | 618  |

La commune est dans la Cerdagne, une petite région agricole située à l'extrême ouest du département des Pyrénées-Orientales. En 2020, l'orientation technico-économique de l'agriculture  sur la commune est l'élevage de bovins, pour la viande. Huit exploitations agricoles ayant leur siège dans la commune sont dénombrées lors du recensement agricole de 2020 (12 en 1988). La superficie agricole utilisée est de 618 ha,,.

## Culture locale et patrimoine

### Monuments et lieux touristiques
- Église Saint-Saturnin d'Enveitg. La Fenêtre romane de l'abside a été classé au titre des monuments historiques en 1936[57].
- Chapelle Saint-Fructueux de Brangoli.
- Dolmen de Brangoly  Classé MH (1976)[58].

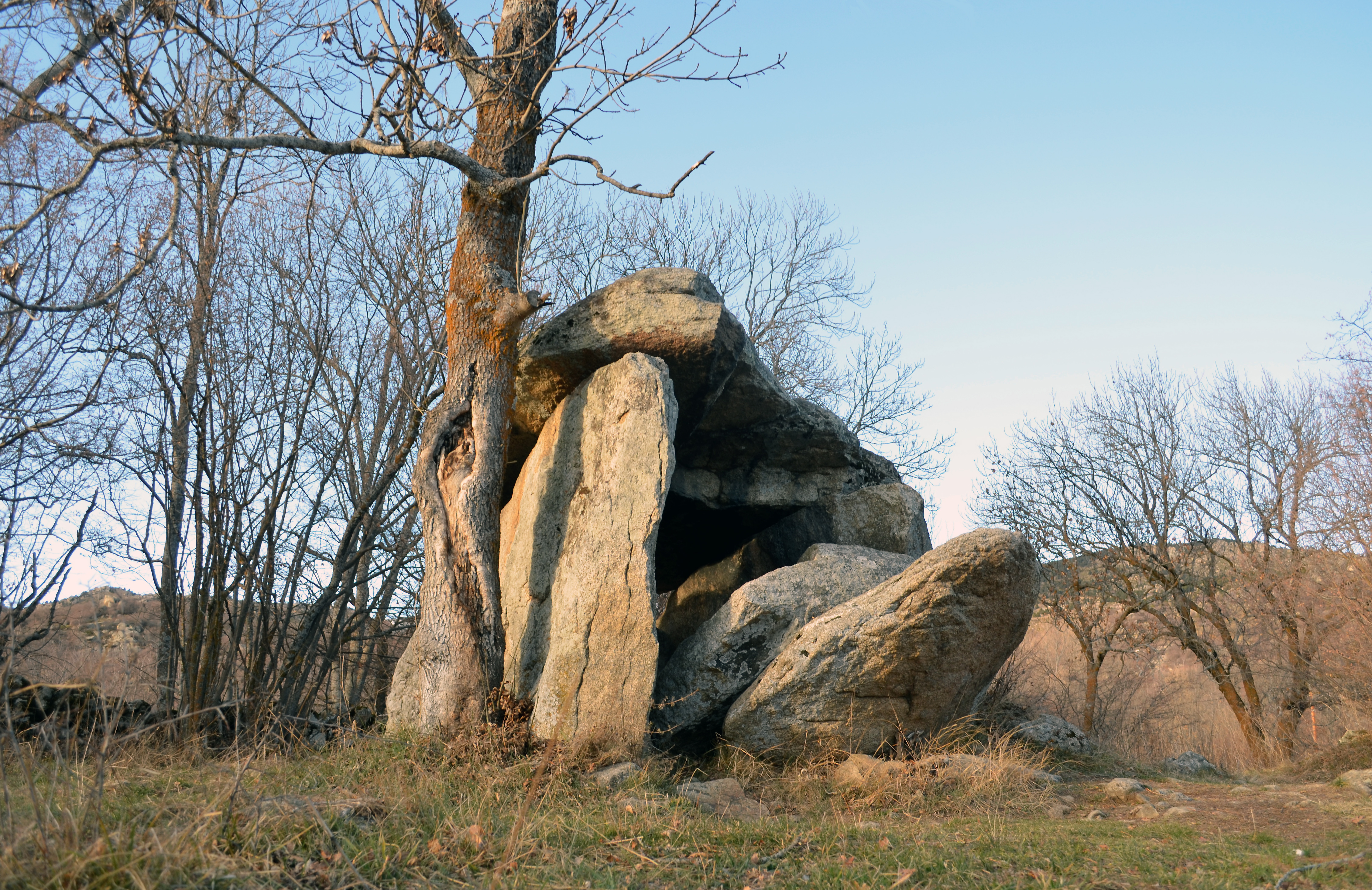
Dolmen de Brangoly.
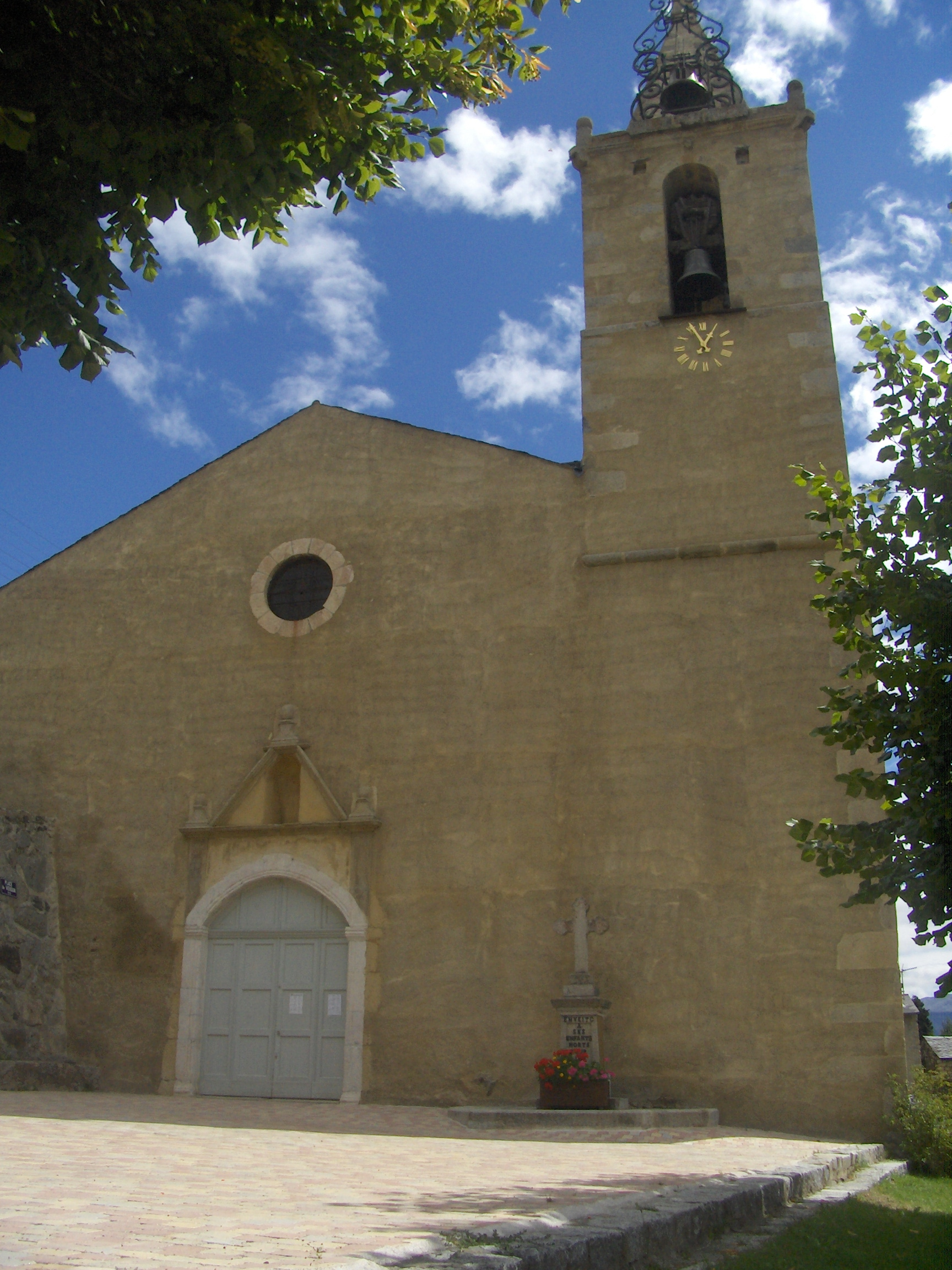
La façade et la tour clocher de l'église Saint-Saturnin.
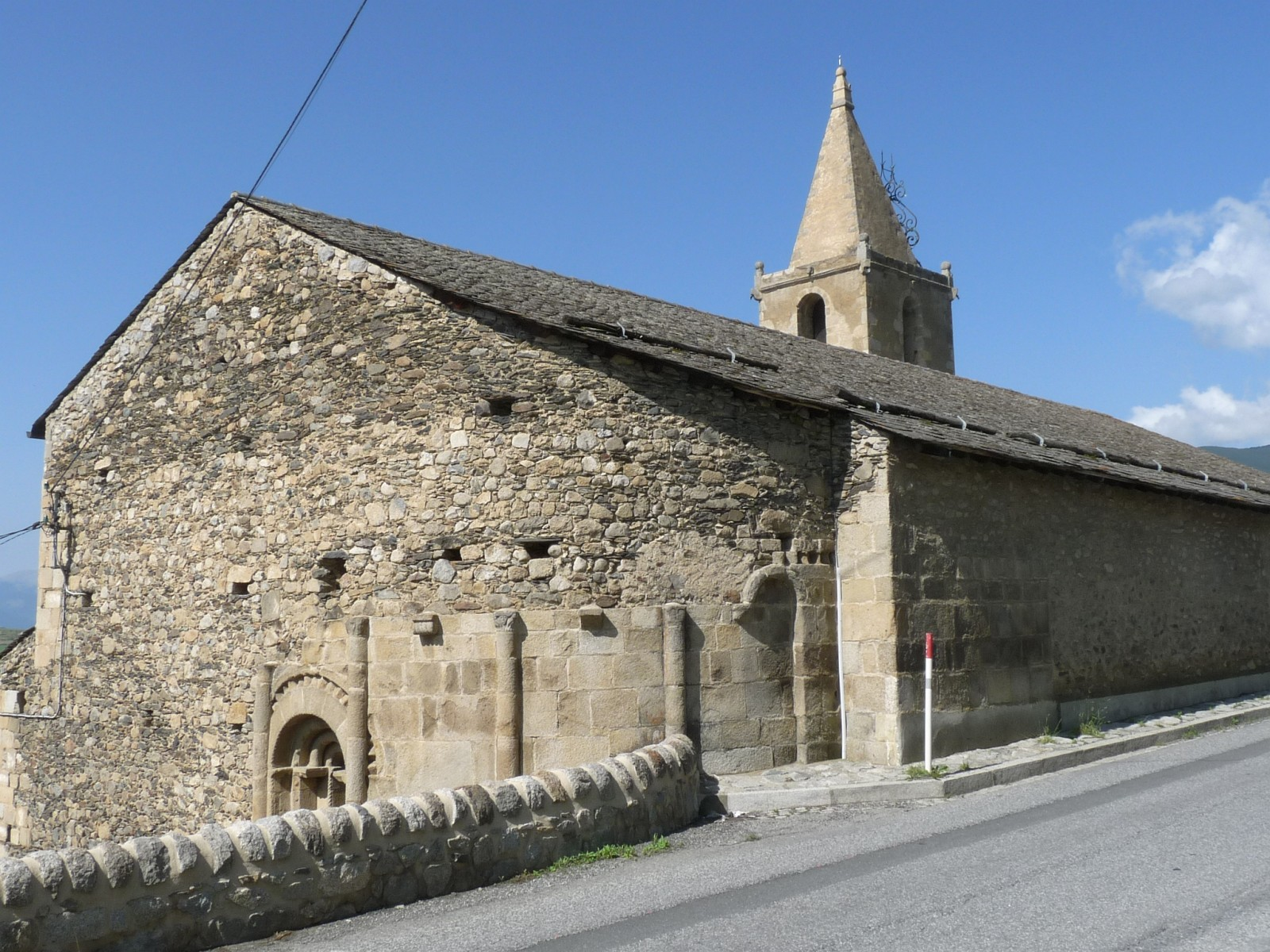
Le chevet de l'église Saint-Saturnin

### Personnalités liées à la commune
- Xavier Sallantin (1922-2013), ancien directeur des recherches de la Fondation pour les Études de Défense Nationale, a fondé en 1970 au hameau de Béna un centre de recherches et de rencontres entre scientifiques, philosophes et théologiens concernant la question du sens de l’Univers. Il a habité à Béna de 1978 à 2013[59].

### Héraldique
| Blason de Enveitg | Blason  | Écartelé: au 1er d'azur l'isard arrêté et contourné au naturel (de gueules) sur une terrasse de sinople, au 2e d'azur à la tour d'argent ouverte et ajourée du champ, au 3e d'azur au sapin cousu de sinople, au 4e d'or à quatre pals de gueules. |
| Blason de Enveitg | Détails | Il y a non-respect de la règle de contrariété des couleurs. |